# 佐賀県道53号武雄伊万里線
佐賀県道53号武雄伊万里線（さがけんどう53ごう たけおいまりせん）は、佐賀県武雄市から伊万里市に至る県道（主要地方道）である。

## 概要
佐賀県武雄市武雄町大字昭和から伊万里市松浦町中野原に至る。

### 路線データ
- 起点：武雄市武雄町大字昭和（武雄市民体育館入口交差点、国道34号交点、佐賀県道345号武雄白石線起点）
- 終点：伊万里市松浦町中野原（国道498号交点）

## 歴史
- 1993年（平成5年）5月11日 - 建設省から、県道甘久武雄線の一部・県道武雄温泉線の一部・県道中野武雄線の一部・県道金石原武雄線が武雄伊万里線として主要地方道に指定される[1]。
- 2009年（平成21年）3月31日 - 佐賀県告示第155号により、起点を変更し、武雄市下西山交差点から白岩球場入口交差点（現：武雄市民体育館入口交差点）に変更する。武雄市下西山交差点 - 小楠交差点間は佐賀県道24号武雄多久線に変更[2]。
- 2013年（平成25年）1月18日 - 佐賀県告示第10号により、終点が伊万里市松浦町山形から伊万里市松浦町中野原に変更される[3]。

## 路線状況

### 道路施設

#### 橋梁
- 鎌倉水橋（甘久川、武雄市）

#### トンネル
- 赤穂山トンネル：延長101 m、1937年（昭和12年）竣工、武雄市

## 地理

### 通過する自治体
- 武雄市
- 伊万里市

### 交差する道路
| 交差する道路                     | 市町村名 | 交差する場所     | 交差する場所                   |
| -------------------------------- | -------- | ---------------- | ------------------------------ |
| 国道34号 佐賀県道345号武雄白石線 | 武雄市   | 武雄町大字昭和   | 武雄市民体育館入口交差点/ 起点 |
| 佐賀県道24号武雄多久線           | 武雄市   | 武雄町大字富岡   | 小楠交差点                     |
| 佐賀県道270号中野武雄線          | 武雄市   | 武雄町大字富岡   | 八並水源池交差点               |
| 佐賀県道38号相知山内線           | 武雄市   | 武内町大字真手野 | 武内町梅ノ原交差点             |
| 国道498号 / 松浦バイパス         | 伊万里市 | 松浦町中野原     | 終点                           |

### 交差する鉄道
- 佐世保線

### 沿線
- JR九州佐世保線・西九州新幹線 武雄温泉駅
- 武雄市立武雄中学校
- 武雄市立武雄小学校
- JR九州筑肥線 金石原駅（終点付近）